# Laurie Koehn
Laurie Koehn (ur. 13 maja 1982 w Newton) – amerykańska koszykarka, występująca na pozycjach rozgrywającej oraz rzucającej, aktualnie trenerka akademickiego zespołu Northern Colorado Bears.
Ustanowiła rekord trafiając 132 ze 135 rzutów za 3 punkty, w trakcie zaledwie pięciu minut.

## Osiągnięcia
Na podstawie, o ile nie zaznaczono inaczej.
NCAA
- Uczestniczka:
  - rozgrywek Sweet Sixteen turnieju NCAA (2002)
  - turnieju NCAA (2002–2005)
- Mistrzyni sezonu regularnego konferencji Big 12 (2004)
- MVP:
  - turnieju:
    - Loyola Holiday (2002)
    - Commerce Bank Wildcat Classic (2003)

• Debiutantka Roku według ESPN.com (2002)
- Zaliczona do:
  - I składu:
    - debiutantek według Kansas City Star (2002)
    - All-Academic konferencji Big 12 (2005)
    - CoSIDA Academic All-American (2004)
    - turnieju Commerce Bank Wildcat Classic (2002)
    - Verizon Academic All-District (2003)

  - II składu:
    - konferencji Big 12 (2005, 2004)
    - konferencji według San Antonio Express News (2002)

  - III składu:
    - konferencji Big 12 (2002)
    - Preseason All-American według Women's Basketball News Service (2003)

  - Street & Smith's Magazine preseason honorable mention team (2003)
- Liderka wszech czasów NCAA w liczbie celnych rzutów za 3 punkty (392)[1]

Indywidualne
- Uczestniczka meczu gwiazd PLKK (2011, 2012)
- Zwyciężczyni konkursu rzutów za 3 punkty:
  - WNBA (2007)
  - PLKK (2011, 2012)
- Liderka:
  - strzelczyń PLKK (2011)
  - w skuteczności rzutów za 3 punkty:
    - WNBA (2005, 2006)[5]
    - PLKK (2011, 2012)

Reprezentacja
- Mistrzyni Ameryki U–18 (2000)[6]
- Wicemistrzyni igrzysk panamerykańskich (2003)[7]